# Verbascum andrusii
Verbascum andrusii är en flenörtsväxtart som beskrevs av G. Post. Verbascum andrusii ingår i släktet kungsljus, och familjen flenörtsväxter. Inga underarter finns listade i Catalogue of Life.